# Paratephritis fukaii
Paratephritis fukaii är en tvåvingeart som beskrevs av Tokuichi Shiraki 1933. Paratephritis fukaii ingår i släktet Paratephritis och familjen borrflugor. Inga underarter finns listade i Catalogue of Life.